# Licinio Rangel
Licinio Rangel (ur. 5 stycznia 1936 w Campos, zm. 16 grudnia 2002 w Rio de Janeiro) – brazylijski duchowny katolicki, tradycjonalista, biskup i przełożony Bractwa Kapłańskiego Świętego Jana Marii Vianneya w latach 1991–2002, administrator Personalnej Administratury Apostolskiej Świętego Jana Marii Vianneya.

## Życiorys
Licinio Rangel otrzymał święcenia kapłańskie 24 września 1967. Był duchownym diecezjalnym, a następnie po 1982 roku członkiem Bractwa Kapłańskiego Świętego Jana Marii Vianneya (FSSJV).
W 1991 roku po śmierci Antonio de Castro Mayera został wybrany jego następcą na stanowisku przełożonego FSSJV. 28 lipca 1991 w São Fidélis został konsekrowany bez zgody Stolicy Apostolskiej przez biskupów FSSPX czym ściągnął na siebie ekskomunikę latae sententiae.
15 sierpnia 2001, w imieniu Unii Świętego Jana Marii Vianneya, biskup Licinio Rangel wystosował list, w którym zwrócił się do papieża Jana Pawła II z chęcią pojednania się ze Stolicą Apostolską. Po tym zdarzeniu wolą papieża 25 grudnia 2001 została zdjęta z niego i z zarządzanej przez niego wspólnoty ekskomunika.
18 stycznia 2002 biskup Licinio Rangel dokonał publicznego aktu pojednania z Kościołem rzymskokatolickim i otrzymał papieską nominację na administratora Apostolskiej Administratury Personalnej Świętego Jana Marii Vianneya. 18 sierpnia 2002 roku wraz z kardynałem Darío Castrillón Hoyosem i arcybiskupem Alano Maria Pena współkonsekrował w nadzwyczajnej formie rytu rzymskiego swojego koadiutora Fernando Arêas Rifana. Kilka miesięcy później zmarł wskutek nieuleczalnej choroby nowotworowej.